# Analyseur harmonique
Un analyseur harmonique est un intégrateur mécanique, conçu pour calculer mécaniquement les coefficients du développement en série de Fourier d'une fonction périodique.

## Description
À compléter
Voir le catalogue Coradi p14 (1900-1910).
L'analyseur harmonique Coradi N°50 permet de calculer les 150 premiers coefficients du développement en série de Fourier.

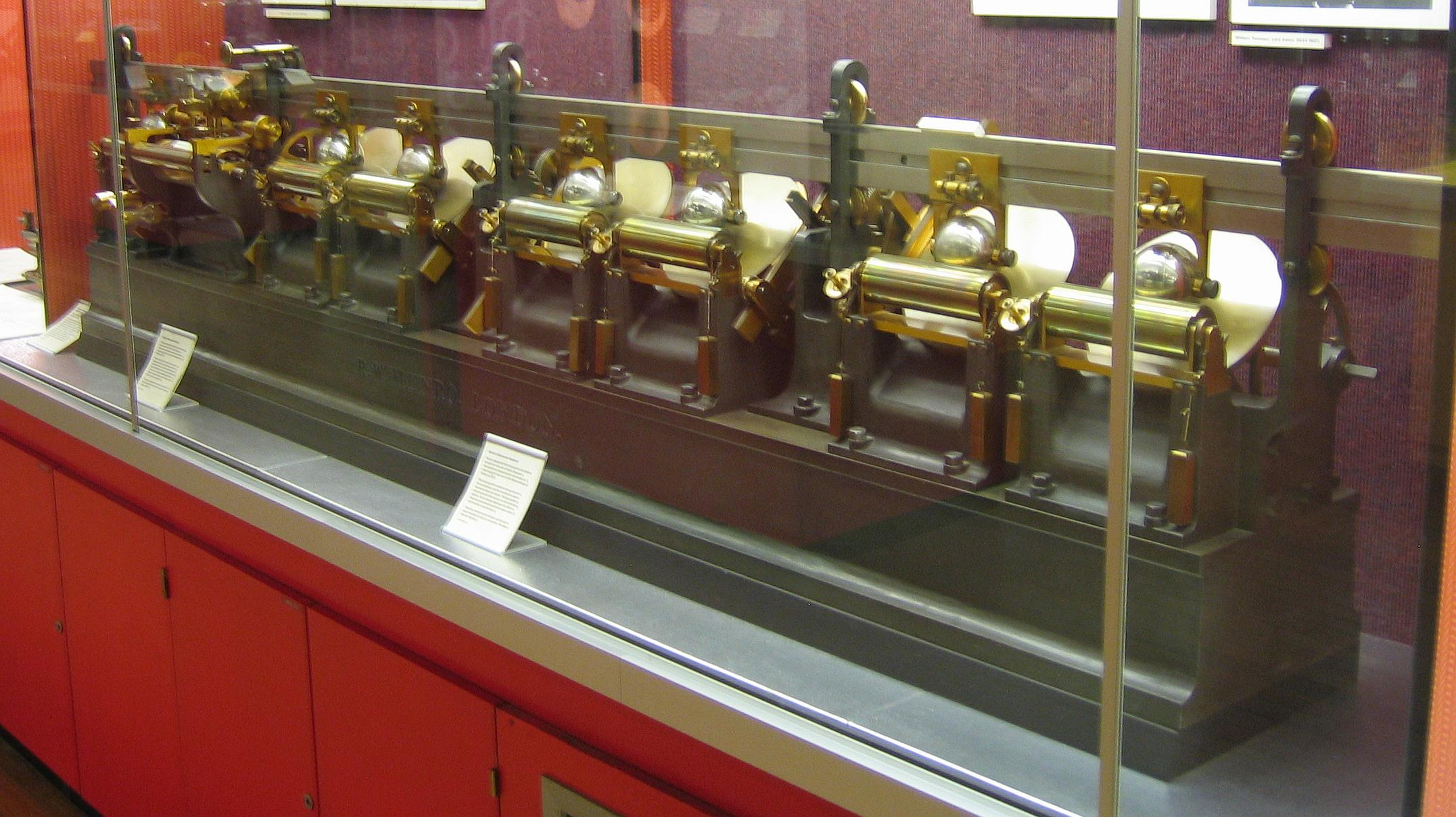
Analyseur harmonique de Lord Kelvin datant de 1878.

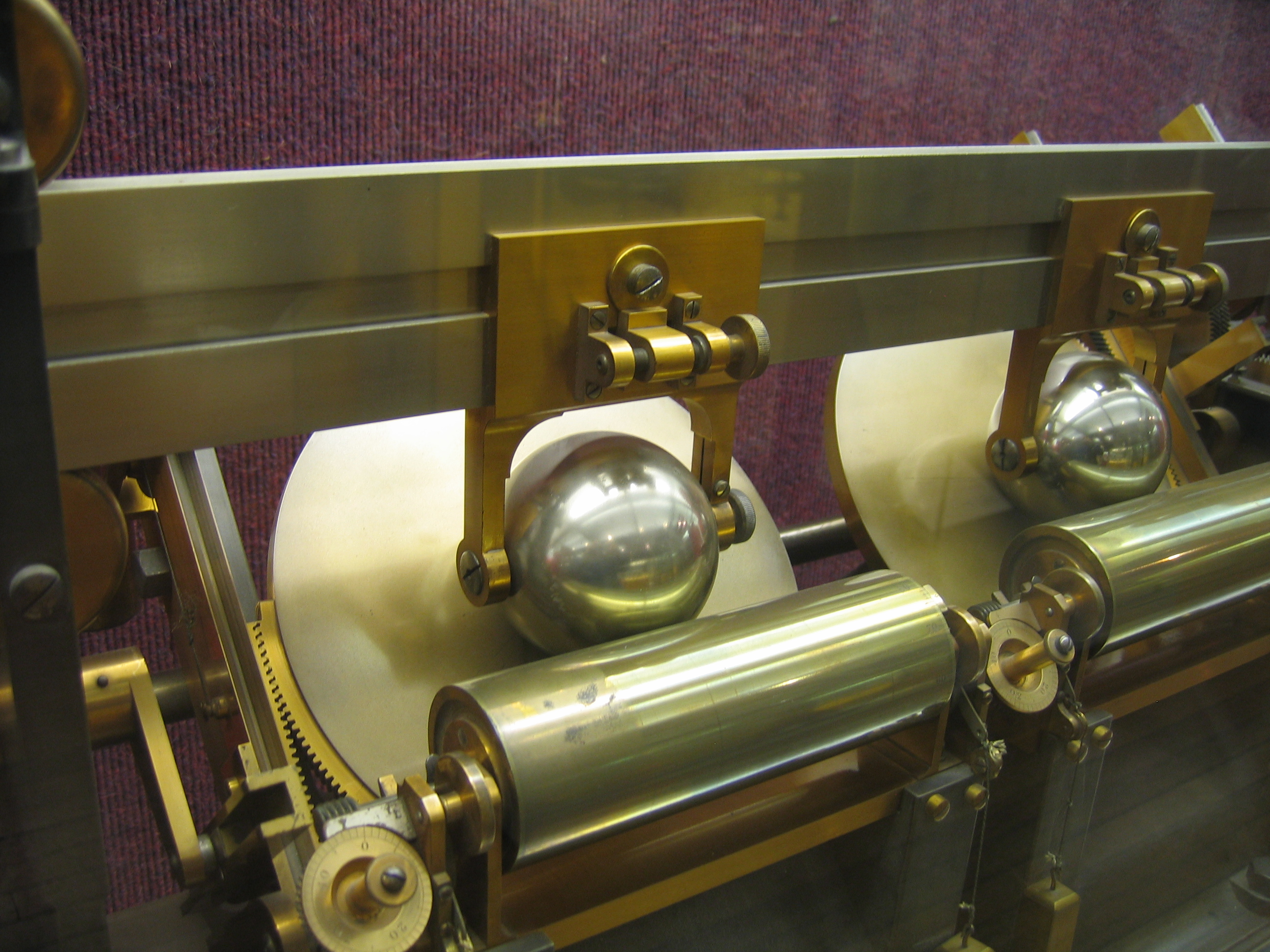
Gros plan d'une des sept sphères et du disque associé